# Malta Air
Malta Air è una compagnia aerea a basso costo che opera da Malta. Si tratta di una joint venture tra Ryanair e il governo di Malta.
La nuova compagnia aerea ha iniziato a operare con sei aerei ex-Ryanair, che prevedeva di assegnare 62 rotte da e per Malta a questa nuova compagnia; vi erano inoltre piani per ampliare ulteriormente la rete. Tuttavia, questi sono stati ridimensionati a maggio del 2020, quando è stato annunciato il licenziamento di un terzo dell'intero equipaggio di 179 dipendenti in risposta alla crisi dovuta alla pandemia di COVID-19.

## Storia
Il 9 giugno 2019, Ryanair ha annunciato insieme al governo di Malta la creazione di una compagnia aerea sussidiaria denominata Malta Air, che doveva consistere in una flotta iniziale di 10 aeromobili e l'assunzione dei 61 voli allora operati da Ryanair dall'isola. La flotta doveva essere registrata a Malta dove sarebbe stato allestito anche un hangar di riparazione e manutenzione. Ryanair avrebbe trasferito tutte le sue operazioni maltesi esistenti alla nuova compagnia aerea con la sua flotta che sarebbe aumentata da 6 a 10 Boeing 737-800 dipinti nei colori Malta Air entro la metà del 2020.
Corporate Dispatch ha riportato il primo avvistamento di un aereo Ryanair che mostrava un adesivo "operated by Malta Air" ("operato da Malta Air") appena fuori dalla porta di imbarco anteriore il 20 giugno 2019 all'aeroporto di Stansted. Entro la fine di settembre 2019, sono state riportate ulteriori segnalazioni del marchio Malta Air sui voli Ryanair, comprese le schede di sicurezza sul retro di tutti i sedili dei passeggeri, nonché gli annunci degli assistenti di volo e della cabina di pilotaggio.
Di fronte alla crisi dovuta alla pandemia di Covid-19 nel maggio 2020, Malta Air ha annunciato sostanziali licenziamenti per i suoi piloti e personale di cabina, dopo aver proposto un taglio salariale del 10%. A partire dal 30 giugno 2020, circa 20 piloti e 40 membri dell'equipaggio di cabina su un totale di 179 dipendenti sono stati licenziati.
Nel luglio 2021, Malta Air ha ricevuto il suo primo Boeing 737 MAX 200. L'aereo, registrato 9H-VUA, è stato il primo ad essere dipinto con la livrea di Malta Air. È stato anche il primo aereo ad essere consegnato direttamente a Malta Air dal produttore, poiché il suo precedente Boeing 737-800 era stato trasferito dalla sua controllante, Ryanair.

## Destinazioni

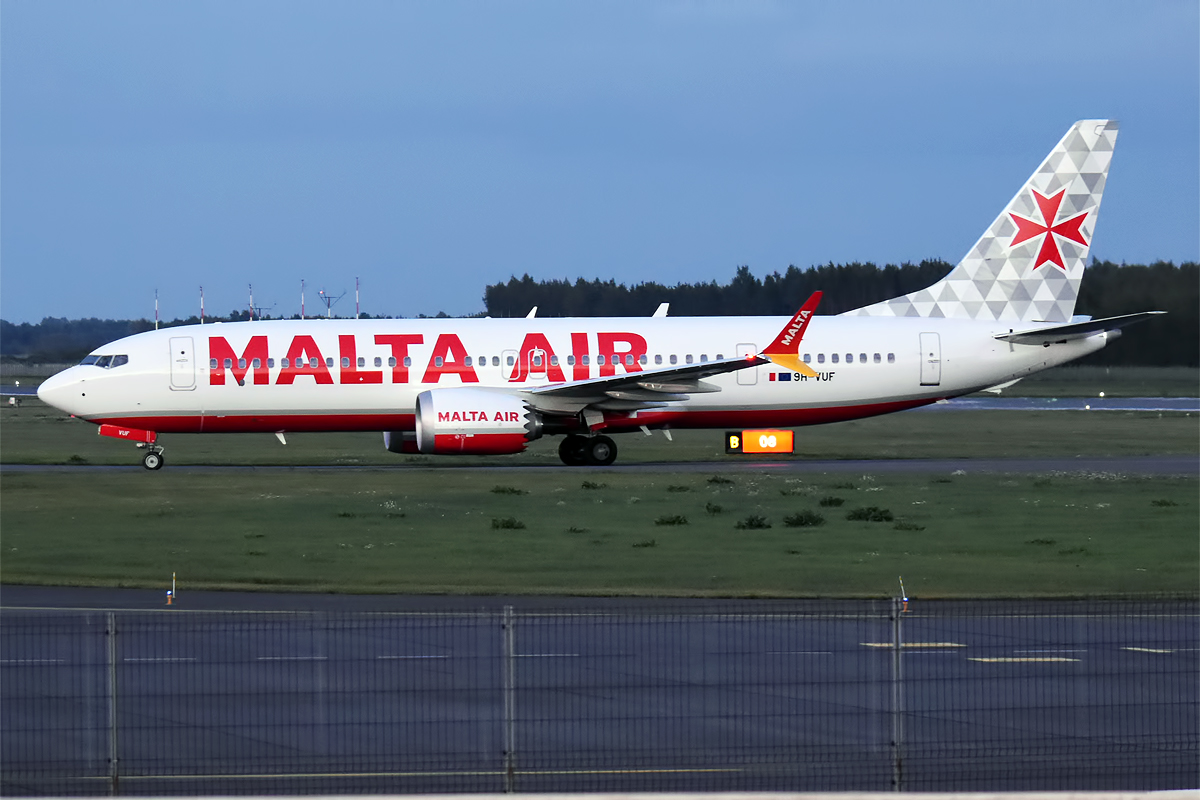
Un Boeing 737 MAX 8.

La compagnia aveva pianificato inizialmente di operare 66 rotte dalla base dell'Aeroporto Internazionale di Malta a partire dal 2020. Oltre a tutte le precedenti rotte Ryanair da e per Malta, Malta Air ha aggiunto queste destinazioni: Pafo a Cipro; Brindisi, Trapani e Trieste in Italia; Niš in Serbia; e Santiago di Compostela in Spagna.